# Skid Row
Skid Row er et amerikansk hard rock-band, der blev dannet i 1986 i Toms River, New Jersey. De havde deres storhedstid i slutningen af 80'erne og starten af 90'erne, hvor de toppede de amerikanske hitlister med sange som "18 And Life", "Youth Gone Wild" og "I Remember You".

## Historie
Skid Row blev dannet i 1986 i Toms River, New Jersey af guitaristen Dave Sabo og bassisten James Southworth. Navnet Skid Row er taget efter Phil Lynotts og Gary Moores irske band af samme navn, men Phil Lynott og Gary Moore valgte af sælge rettighederne til det nye Skid Row. 3 år senere udkom deres debutalbum, som blev en kæmpe succes og opnåede en imponerende 5. plads på den amerikanske albumliste. Albummet var især præget af den karakteristiske glam metal-lyd, som var meget populær i 80'ernes USA. I 1991 udkom så bandets andet album, Slave To The Grind, som endte som nummer 1 på den amerikanske albumliste. Dette album var dog mere præget af den nye Groove metal-lyd, som vandt frem i starten af 90'erne. Dog havde albummet også den karakteristiske Skid Row-lyd, som man kendte fra debutalbummet. Fire år senere udkom deres tredje album, Subhuman Race. Dette blev dog ikke nær så succesfuldt som de to forgående og opnåede således kun en 35. plads på den amerikanske albumliste. Året efter valgte forsangeren, Sebastian Bach, at forlade bandet, hvilket fik resten af bandet til at trække stikket. Tre år senere blev bandet dog gendannet med en ny forsanger, Johnny Solinger. Efterfølgende har bandet udgivet to albums yderligere, Thickskin og Revolutions per Minute, men disse har end ikke nået en placering på den amerikanske albumliste.

## Bandmedlemmer
- ZP Theart (Forsanger)
- Dave Sabo (Guitarist)
- Scotti Hill (Guitarist)
- Rachel Bolan (Bassist)
- Rob Hammersmith (Trommeslager)

## Diskografi
- Skid Row (1989)
- Slave To The Grind (1991)
- Subhuman Race (1995)
- Thickskin (2003)
- Revolutions per Minute (2006)
- The Gang's All Here (2022)